# Kenny Washington (basket-ball)
Pour les articles homonymes, voir Kenny Washington et Washington.
Kenny Washington, né en 1943, à Beaufort, en Caroline du Sud, est un ancien joueur et entraîneur américain de basket-ball. Il évolue durant sa carrière au poste d'arrière.

## Palmarès
- Champion NCAA 1964, 1965